# FC 슬로반 리베레츠

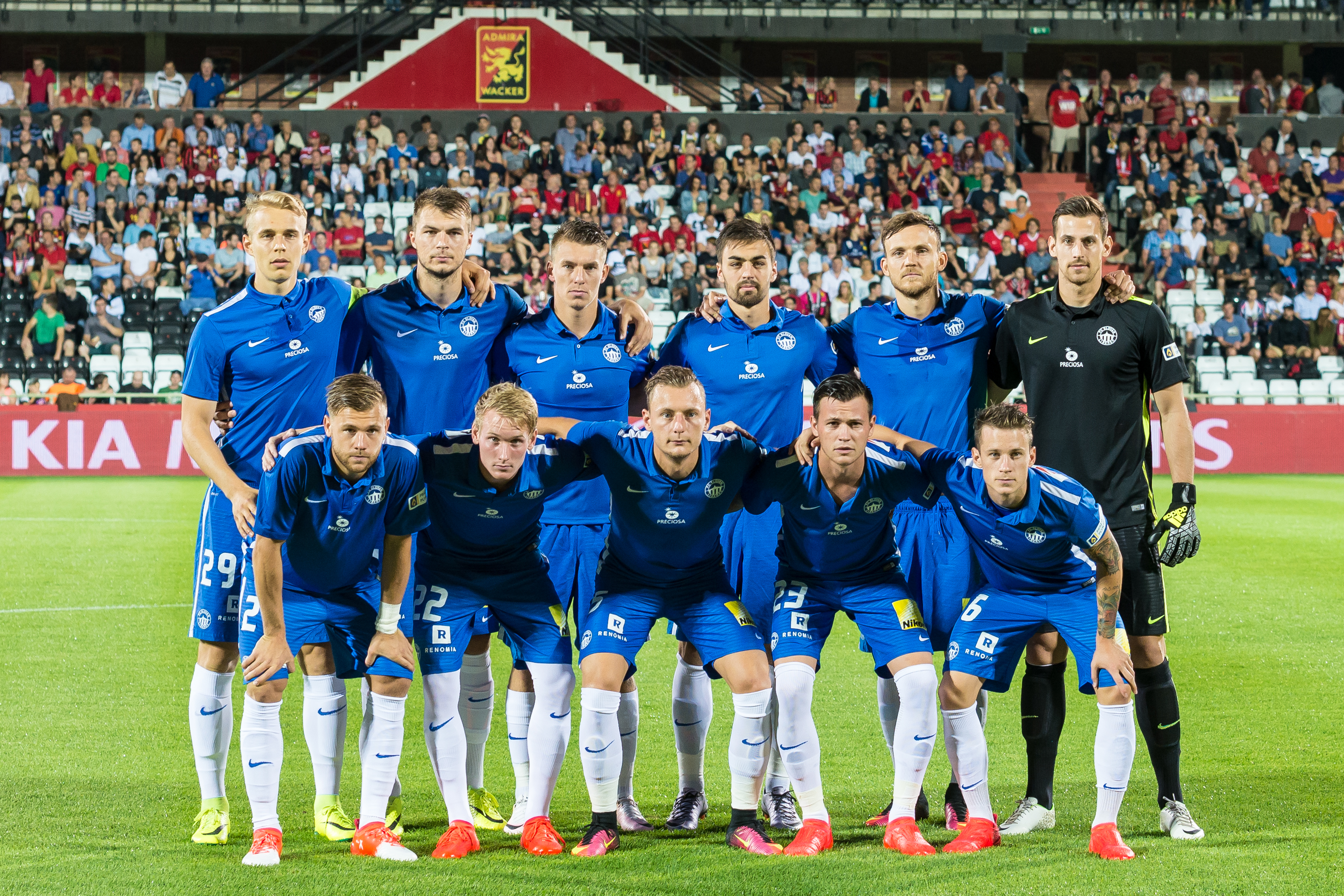

FC 슬로반 리베레츠(체코어: FC Slovan Liberec)는 리베레츠를 연고로 하는 체코의 축구 클럽이다.
1958년 이스크라 리베레츠(Jiskra Liberec)와 슬라보이 리베레츠(Slavoj Liberec)가 합병되면서 창단했으며 체코슬로바키아 1부 리그에 참가했다. 1993년 감브리누스리가에 출전했고 2001-2002 시즌에서 우승을 차지하면서 프라하 이외의 도시를 연고로 하는 축구 클럽으로는 처음으로 우승을 차지했다. 2005-2006 시즌에서도 우승을 차지했다. 그리고 2020년에는 박한빈이 임대를 왔었다.

## 성적
- 감브리누스리가 2회 우승 (2001-02, 2005-06, 2011-12)
- 체코 컵 2회 우승 (1999-2000, 2014-15)

## 선수 명단

### 현역
참고: FIFA 자격 규정에 따라 소속된 국가대표팀 국기를 표시합니다. 선수는 복수의 FIFA 비회원국 국적을 가지고 있을 수 있습니다.
| 번호 | 포지션 | 국적       | 이름              |
| ---- | ------ | ---------- | ----------------- |
| 1    | GK     | 슬로바키아 | 이반 크라이치리크 |
| 21   | FW     | 슬로바키아 | 루카스 레테나이   |

| 번호 | 포지션 | 국적 | 이름 |
| ---- | ------ | ---- | ---- |

## 역대 감독
| 감독        | 임기        |
| ----------- | ----------- |
| 요제프 비찬 | 1956 ~ 1959 |